# Monika Węgiel
Monika Węgiel (ur. 1 maja 1984 we Wrocławiu) – polska aktorka teatralna i dubbingowa oraz piosenkarka.

## Życiorys
Absolwentka Wydziału Aktorskiego Akademii Teatralnej im. A. Zelwerowicza w Warszawie (2007). Występuje w teatrze im. Witkacego w Słupsku oraz Teatrze Współczesnym w Warszawie. Śpiewa od 13 roku życia. W 2012 roku wydała swoją debiutancką płytę Carte blanche, na której znalazły się głównie przeboje Édith Piaf. Była członkinią tria wokalnego Amok.
Jest mężatką, 23 lipca 2011 roku wyszła za mąż za aktora Roberta Jarocińskiego.

## Dubbing
- 2006: Troskliwe misie – Podróż do krainy Chichotów (wersja TV)
- 2006: Złota Rączka – Jasia Zielonka
- 2007: Czarodzieje z Waverly Place – Harper
- 2008: SpongeBob Kanciastoporty
- 2008: Nie ma to jak hotel –
  - Nia Moseby (odc. 71, 72, 73, 74, 75, 77, 81)
  - Liam
- 2008: Dzwoneczek
- 2008: WALL·E
- 2008: Nieidealna
- 2009: League of Legends – Katarina / Soraka
- 2009–2010: Jonas
- 2009: Załoga G – Rosalita
- 2009: Odlot – policjantka Edith
- 2009: Harry Potter i Książę Półkrwi
- 2009: Czarodzieje z Waverly Place: Film – Harper
- 2009: Balto II: Wilcza wyprawa
- 2009: Wirtualny ideał
- 2010: Ja w kapeli – Arlene
- 2010: Czytaj i płacz – Harmony
- 2010: Ciekawski George 2 – pani Fisher
- 2010: Camp Rock 2: Wielki finał – Georgina
- 2010: Harry Potter i Insygnia Śmierci. Część I – Nimfadora
- 2010: Totalna Porażka w trasie – Blaineley
- 2010: Powodzenia, Charlie! – Ivy
- 2010: Szesnaście życzeń – pani Duffy
- 2010: Dwanaście okrążeń – Barbara Rollins
- 2010: Zeke i Luther – Dezzy McCarthy
- 2011: Akwalans
- 2011: Taniec rządzi – Marcie Blue
- 2011: Tara Duncan – dziewczyna Cala
- 2011: Zostać koszykarką
- 2011: Mali agenci 4D: Wyścig z czasem
- 2011: Powodzenia, Charlie: Szerokiej drogi
- 2011: Miasto kur – Bożenka
- 2011: W jak wypas
- 2012: Piraci! – Szkarłatna Liz
- 2012: Austin i Ally –
  - Mindy,
  - Val
- 2013: Blog na cztery łapy – Gator
- 2013: Jej Wysokość Zosia – Helen Hanshaw, mama Wiwiany
- 2013: Hulk i agenci M.I.A.Z.G.I. – Jennifer Walters/She-Hulk
- 2013: Rodzinka nie z tej Ziemi – Łypcia
- 2014: Hearthstone: Heroes of Warcraft – Onyxia
- 2014: Wojownicze Żółwie Ninja – Karai
- 2014: Disney Infinity 2.0: Marvel Super Heroes – Gamora
- 2014: Zaplikowani – Jeannie Stevens
- 2014: Star Wars: Rebelianci – Hera Syndulla
- 2014: Dziewczyna poznaje świat – Topanga Matthews
- 2014: Lato w mieście – Liat
- 2014: Świąteczna zadyma w Los Angeles
- 2014: Oddział specjalny
- 2014: Lewy Mikołaj
- 2015: Battlefield Hardline
- 2015: Heroes of the Storm – sierżant Petarda
- 2015: W głowie się nie mieści – nauczycielka
- 2015: Anna i androidy – Maggie
- 2015: Wiedźmin 3: Serca z kamienia – Członkini bandy Olgierda
- 2015: My Little Pony: Equestria Girls: Igrzyska Przyjaźni – Dyrektor Grzyb
- 2015: Rise of the Tomb Raider – Sofia
- 2016: Game Shakers. Jak wydać grę? – GloZell
- 2016: Obrót życia – Emma
- 2016: Wojownicze żółwie ninja: Wyjście z cienia – Karai
- 2016: Warcraft: Początek – Draka
- 2016: Szajbus i pingwiny – major
- 2016: Powrót na Dziki Zachód – pani Cole
- 2016: Jak zostać kotem – Doktor
- 2016: Nianie w akcji – Donna Cooper
- 2016: Tygrysek Daniel i jego sąsiedzi – Mama
- 2016: DC Super Hero Girls: Bohater roku –
  - Hippolyta,
  - Giganta
- 2016: Dishonored 2
- 2016: Łotr 1. Gwiezdne wojny – historie
- 2017: DC Super Hero Girls: Super Hero High – giganta
- 2017: Mech-X4 – Grace Walker
- 2017: DC Super Hero Girls: Galaktyczne igrzyska –
  - Hippolyta,
  - Giganta
- 2017: Thor: Ragnarok – Topaz
- 2017: Coco – MC
- 2017: Monster Island – Dina
- 2017: Jumanji: Przygoda w dżungli
- 2018: Tedi i mapa skarbów
- 2018: Czarna Pantera – Okoye
- 2018: Witajcie w Wayne – Szpieg spod ósemki
- 2018: Avengers: Wojna bez granic – Okoye
- 2018: Czarna Pantera: Wakanda ma kłopoty – Okoye
- 2018: Patryk – Philips
- 2018: DC Super Hero Girls
- 2018: Venom – Doktor Rosie Collins
- 2018: Vikki RPM – Romina Bonetti
- 2018: Zabójcze maszyny – Medusa Engineer
- 2018: Królowa Śniegu: Po drugiej stronie lustra – Lillith
- 2019: Ralph Demolka w internecie – Mała Debbie
- 2019: Gwiezdne wojny. Najlepsi z najlepszych – Hera Syndulla
- 2019: Jak wytresować smoka 3
- 2019: Avengers: Koniec gry – Okoye
- 2019: Power Rangers Beast Morphers – Muriel Reeves
- 2020: Dziennik przyszłej Pani Prezydent – Gabi
- 2022: Obi-Wan Kenobi – Czwarta Siostra[5]

## Epizod filmowy
- 2009: Na dobre i na złe – radiolog Katarzyna Maj
- 2006: Somnia

## Dyskografia
- 2012: Carte blanche